# Michael Tomczyk
Michael Tomczyk är bland annat känd för att ha arbetat med lanseringen av den framgångsrika hemdatorn Commodore VIC-20. Michael Tomczyk arbetade mycket när Jack Tramiel var chef för företaget Commodores verksamhet. Tomczyk lämnade Commodore 1984, ett halvår efter det att Tramiel lämnade företaget.

## Fotnoter
1. ↑  Michael Tomczyk, The Home Computer Wars, bok (på engelska), s. 3, ISBN 0-942386-78-7.[källa från Wikidata]